# Czajęcice (województwo świętokrzyskie)
Czajęcice – wieś w Polsce, położona w województwie świętokrzyskim, w powiecie ostrowieckim, w gminie Waśniów.
Przez miejscowość przebiega droga wojewódzka nr 751.

## Integralne części wsi
| SIMC    | Nazwa                 | Rodzaj                         |
| ------- | --------------------- | ------------------------------ |
| 0275783 | Folwark               | część wsi                      |
| 1065651 | Szarotka              | osada wsi                      |
| 0275790 | Zagaje Grzegorzowskie | przysiółek wsi (przed 2023 r.) |

## Historia
W XIX w. wieś nosiła nazwę Czajęczyce. W 1827 było tu 7 domów i 42 mieszkańców. Według Słownika geograficznego Królestwa Polskiego z końca XIX w. było tu w tym okresie 17 domów i 158 mieszkańców. W 1870 dobra nabyto za 13501 rubli. Folwark Czajęczyce miał powierzchnię 421 mórg z czego grunty orne i ogrody zajmowały 261 mórg, łąki – 14, lasy – 140, a nieużytki i place – 6 mórg. Na folwarku były 4 budynki murowane i 5 drewnianych. Wieś Czajęczyce miała 15 osad i 186 mórg gruntu.
W latach 1975–1998 miejscowość administracyjnie należała do województwa kieleckiego.

## Zabytki

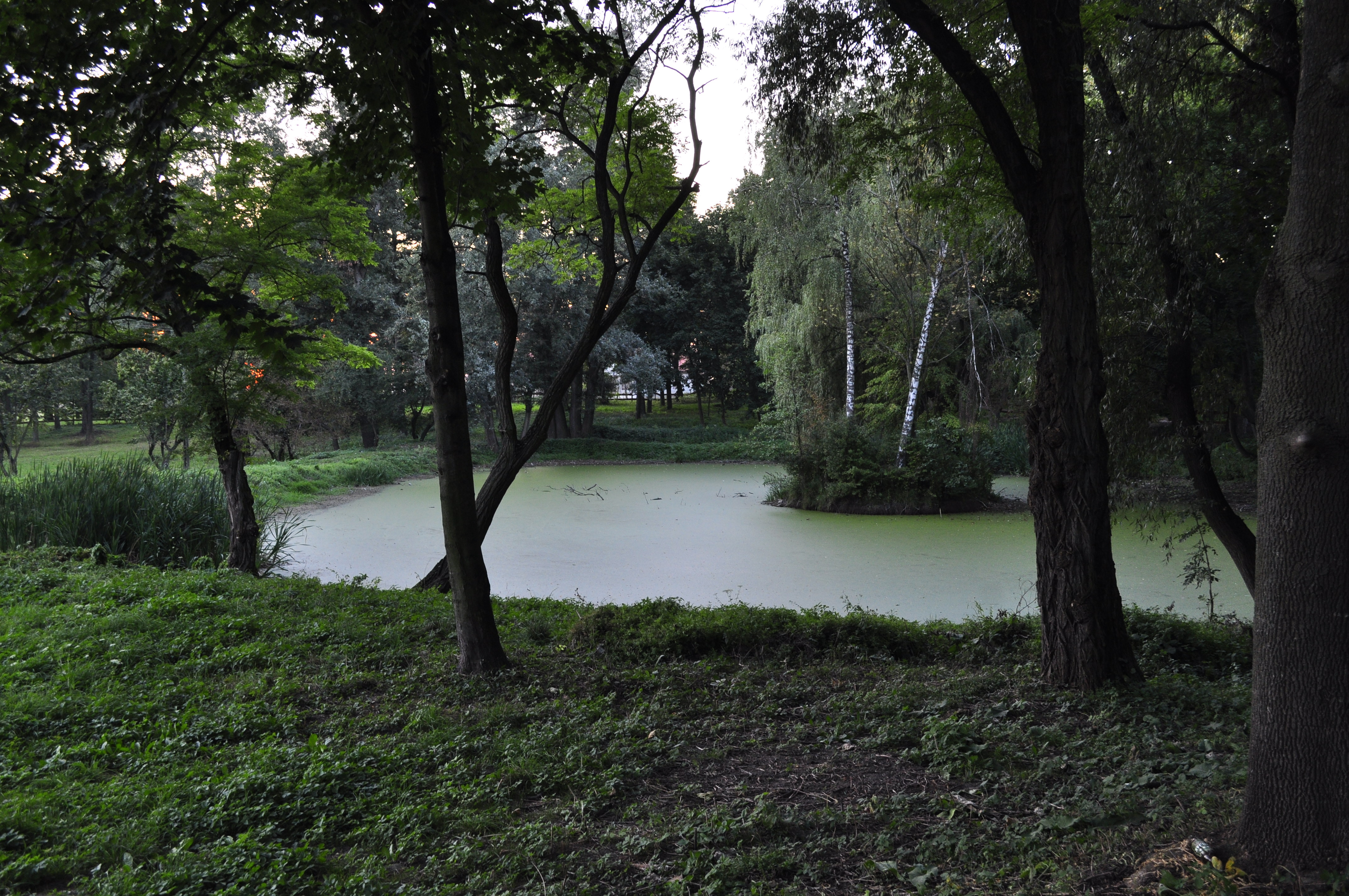
Zabytkowy park.

- Park założony w XVIII w., przebudowany w XIX w., wpisany do rejestru zabytków nieruchomych (nr rej.: A.618 z 13.12.1957)[8].
- Zespół dworski z XIX w. z dawnym dworem z przełomu XVIII i XIX w. wzniesionym przez Tadeusza Reklewskiego. Jest to budowla murowana z wysuniętym gankiem. W latach powojennych dwór zajmowany był przez szkołę. Jest obecnie opuszczony.
- Topola biała – pomnik przyrody – 200-letnie drzewo o wysokości 30 m i obwodzie pnia wynoszącym 6,20 m na wysokości 1,3 m
- Figura św. Jana Nepomucena z 1809 r.